# Stéphane Hiland
Stéphane Hiland, né le 26 décembre 1972 à Laval, est un historien français.
Il est animateur du patrimoine à la ville de Laval. Il est l'auteur d'ouvrages sur la chouannerie et les guerres de Vendée.
En 2017, il coécrit un livre sur les châteaux en Mayenne, en collaboration avec Samuel Chollet et Sébastien Le Gros. 

## Publications
- Marigny ou la Mémoire assassinée, Éditions du Choletais, 1998.
- Les Châteaux du Moyen Age en Mayenne ,Société d'archéologie et d'histoire de la Mayenne, 2017.
- Jambe d'Argent : mémoires d'un chouan de la Mayenne, Éditions régionales de l'Ouest, Mayenne, 2004.
- Au nom du Christ roi : Jacques Cathelineau, général vendéen, Éditions P. Téqui, coll. « Les sentinelles », Paris, 2005, 109 p.  (ISBN 2-7403-1201-6)